# 大商学園高等学校
大商学園高等学校（だいしょうがくえんこうとうがっこう）は、大阪府豊中市利倉東一丁目にある私立高等学校。

## 設置学科・コース
- 普通科
  - 特進コース(Ⅰ類・Ⅱ類)
  - 情報コース
  - 進学コース
- 商業科
  - インターナショナルコース
  - ライセンスコース

## 沿革
- 1887年3月 - 現在の大阪市中央区平野町に商業学校設置。
- 1947年4月 - 大商中学校（新制中学校）となる。
- 1948年4月 - 大阪商業高等学校となる。
- 1958年12月 - 現在の豊中市に移転。
- 1990年10月 - 大商学園高等学校と改称。
- 1994年12月 - バスケットボール部が全国高等学校バスケットボール選抜優勝大会で優勝。
- 2000年4月 - 数理情報科を新設（のちに普通科情報コースに改組）。
- 2006年4月 - 商業科が男女共学になり、科内にライセンスコース、インターナショナルコースを設置。
- 2007年4月 - 普通科特進コースが男女共学になる。
- 2009年4月 - 全学科が男女共学になる。
- 2016年4月 - 特進コースにI類・II類が新設。
- 2017年4月 - 総合コースが進学コースに名称変更。

## 教育方針
1. 自由
2. 責任
3. 高揚

## 部活動
文化部では多種多様である。

### 運動部
- 硬式野球
- 軟式野球
- サッカー（男子・女子）
- 硬式テニス（男子・女子）
- バスケットボール（男子・女子）
- バレーボール（男子・女子）
- ハンドボール
- バドミントン（女子）
- ラグビー
- 卓球
- 陸上競技
- 剣道
- 柔道
- 水泳

### 文化部
- 吹奏楽 - 音楽監督：田中宏幸
- 簿記
- 珠算
- 書道
- 写真
- 美術
- 図書
- 放送
- ダンス
- 弦楽
- 音楽
- 囲碁将棋
- E.S.S（英語研究）
- 漫画研究
- ジャグリング
- 料理研究
- TCG
- 科学研究

## 著名な出身者
- 大河内傳次郎 - 俳優
- オール巨人 - 漫才師（オール阪神・巨人）
- 松尾貴史 - 俳優
- 衣川篤史 - 元プロ野球選手（東京ヤクルトスワローズ捕手）
- 田中由基 - 元プロ野球選手（広島東洋カープ投手）
- 広政秀之 - 元プロ野球選手（近鉄バファローズ投手）
- 永井康雄 - 元プロ野球選手（広島カープ投手）
- 山本義司 - 元プロ野球選手（阪急ブレーブス投手）
- 浅野薫 - 元サッカー選手
- 影山貴志 - 元サッカー選手
- 奈須伸也 - 元サッカー選手
- 西村清花 - サッカー選手
- 橋口勝 - 元サッカー選手
- 日野優 - サッカー選手
- 丸野勝一郎 - サッカー選手
- 樫本敦 - ラグビー選手
- 吉永文幸 - バレーボール元全日本代表
- 梶山信吾 - バスケットボール選手：1995年卒業
- 喜多誠 - プロバスケットボール選手：1996年卒業
- 野々口航太 - プロバスケットボール選手：2003年卒業
- 前田顕蔵 - プロバスケットボール指導者
- 玉村健次 - 元ハンドボール選手
- 中川茂一 - 元競輪選手
- Mr.マサヒロ - マジシャン
- ビックリツカサ - マジシャン
- 藤尾政弘 - フジオフードシステム創業者・代表取締役社長

## 交通
- 阪急宝塚本線 服部天神駅 西へ800m